# Curlàndia
Curlàndia (en letó, Kurzeme; en livonià: Kurāmō; en estonià Kuramaa; en lituà: Kuršas; en samogitià: Kuržemė; en finlandès: Kuurinmaa; en rus, Курляндия, transcrit: Kurlàndia; en polonès: Kurlandia; en alemany i suec, Kurland, i en llatí: Curonia/Couronia), és una regió que constitueix actualment la major part de l'oest de Letònia.

## Situació geogràfica
Situada en el golf de Riga, als marges del mar Bàltic, ocupa 26.000 km² aproximadament.

## Població
Poblada originàriament per curs (o kurs) i livonians (o livs), en l'actualitat letons i lituans són els principals grups de població. La capital històrica era Mitau (l'actual Jelgava).

## Història
En 1048 els danesos construïren a la zona una església cristiana, i en 1158 s'hi assentaren comerciants alemanys. A principis del segle xiii el territori fou dominat per membres de l'orde militar i religiosa dels Cavallers de Lituània (més tard els Cavallers de l'Orde Teutònic).
En 1234 es va fundar un bisbat que aviat va ser incorporat a Lituània, l'estat dels Cavallers Teutònics. En 1561, quan la Reforma protestant va haver guanyat adeptes i després de la derrota dels Cavallers Teutònics per les tropes del tsar Ivan el Terrible de Rússia (un succés que va dur a la dissolució de l'orde), Curlàndia es va convertir en el ducat de Curlàndia i Semigàlia sota control de Polònia. La regió va caure sota influència russa a principis del segle xviii quan Anna Ivanovna, tsarina de Rússia entre 1730 i 1740,es va casar amb el duc de Curlàndia. Més tard, en 1795, després de la tercera partició de Polònia, es va convertir en província russa. En 1919 va passar a formar part de l'estat independent de Letònia, que entre 1940 i 1991 va pertànyer a la Unió de Repúbliques Socialistes Soviètiques (URSS).

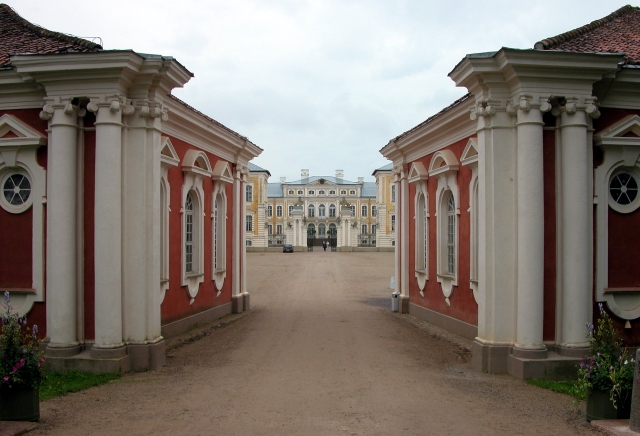
Entrada al palau de Rundale, seu dels ducs sobirans de Curlàndia.

## Ducs de Curlàndia
- Gotthard Kettler, 1561-1587
- Friedrich (1587–1642) & Wilhelm (1587–1616) Kettler
- Jacob Kettler de Curlàndia, 1642–1682
- Frederic Casimir Kettler, 1682–1698
- Frederic Guillem Kettler, 1698–1711
- Ferran Kettler, 1711–1737
- Ernst Johann von Biron, 1737–1740
- Consell del Duc de Curlàndia, 1740–1758
- Carles de Saxònia, 1758–1763
- Ernst Johann von Biron (novament), 1763–1769
- Peter von Biron, 1769–1795

## Nova Curlàndia
Curlàndia va ser l'estat més petit i allunyat d'Amèrica que hi va mantenir possessions colonials en aquest continent, principalment a l'illa de Tobago, entre 1642 i 1689. La colònia, coneguda com a Nova Curlàndia, va ser abandonada finalment a causa dels problemes viscuts en la metròpoli, pel que des de llavors el seu domini es va considerar lligat al de la veïna illa de Trinitat.